# Pierrefitte, Creuse
Pierrefitte là một xã thuộc tỉnh Creuse trong vùng Nouvelle-Aquitaine miền trung nước Pháp. Xã này nằm ở khu vực có độ cao trung bình 410 mét trên mực nước biển.

## Địa lý
Là một khu vực nông trang nằm bên hai bờ sông Voueize, cự ly khoảng 15 dặm (24 km) về phía đông của Guéret, tại giao lộ các tuyến đường D65 và D55.

## Dân số
| 1962                                                        | 1968 | 1975 | 1982 | 1990 | 1999 | 2005 |
| ----------------------------------------------------------- | ---- | ---- | ---- | ---- | ---- | ---- |
| 131                                                         | 147  | 119  | 86   | 85   | 95   | 96   |
| Số liệu điều tra dân số từ năm 1962 Dân số chỉ tính một lần |      |      |      |      |      |      |

## Địa điểm nổi bật
- Nhà thờ St.Martin, dating từ thế kỷ 12.